# 陈子玲
陈子玲（？—），新加坡前总理吴作栋的夫人，法学学士、律师，毕业于新加坡国立大学。

## 生平
陈子玲现在是新加坡王律师事务所的诉讼律师和事务律师。
她曾经为许多慈善机构提供帮助，气质最出名的莫过于其新加坡全国肾脏基金会的捐助人身份。在2005年的新加坡全国肾脏基金会丑闻中，她曾评价道，与基金管理的数亿资金相比，时任基金会主席杜赖的60万新元年薪是很少的。因此一石激起千层浪，受到许多新加坡人的反对。
2005年7月14日，在新加坡全国肾脏基金会丑闻主席杜赖和董事会迫于公众压力辞职后，陈子玲也辞去了捐助人一职。吴作栋后来对媒体说，他的妻子对此前的言论感到抱歉。